# Taça de Portugal 2004-2005
La Taça de Portugal 2004-2005 è stata la 65ª edizione del torneo. La competizione, iniziata il 5 settembre 2004 e conclusasi il 29 maggio 2005, vide la vittoria del Vitória Setúbal 2-1 in finale contro il Benfica, squadra campione in carica.
Per il Vitória si trattò del terzo successo nella coppa nazionale e gli permise l'accesso al primo turno di Coppa UEFA 2005-06.

## Ottavi di finale
| Locali (C)              | Risultato                       | Ospiti (C)             |
| Benfica (PL)            | 3 - 3 (2-2 d.t.s.) (7-6 d.c.r.) | Sporting Lisbona (PL)  |
| Estrela Amadora (PL)    | 1 - 0                           | Penafiel (LH)          |
| Académica (PL)          | 1 - 2                           | Marítimo (PL)          |
| Pinhalnovense (II)      | 1 - 2                           | Belenenses (PL)        |
| Vitória Setúbal (PL)    | 3 - 1                           | Vitória Guimarães (PL) |
| Oliveira Hospital (III) | 0 - 1                           | Braga (PL)             |
| Nacional (PL)           | 3 - 4 (1-1 d.t.s.)              | Boavista (PL)          |

| - C - campionato in cui la squadra milita |  | - III - III divisione - II - II divisione - LH - Liga de Honra - PL - Primeira Liga |

## Quarti di finale
| Locali (C)           | Risultato          | Ospiti (C)      |
| Marítimo (PL)        | 0 - 2              | Boavista (PL)   |
| Estrela Amadora (PL) | 0 - 0 (8-7 d.c.r.) | Belenenses (PL) |
| Vitória Setúbal (PL) | 3 - 2              | Braga (PL)      |
| Benfica (PL)         | 1 - 0              | Beira-Mar (LH)  |

| - C - campionato in cui la squadra milita |  | - LH - Liga de Honra - PL - Primeira Liga |

## Semifinali
| Locali (C)           | Risultato          | Ospiti (C)    |
| Vitória Setúbal (PL) | 2 - 1 (1-1 d.c.r.) | Boavista (PL) |
| Estrela Amadora (PL) | 0 - 3              | Benfica (PL)  |

| - C - campionato in cui la squadra milita |  | - PL - Primeira Liga |

## Finale
| Arbitro: | Paulo Costa (Oporto) |

|                 |           |                            |
| Simão 4’ (rig.) | Marcatori | 26’ Manuel José 72’ Meyong |

| Benfica | Vitória Setúbal |

### Formazioni
| Benfica             |    |                   |     |     |
|                     |    |                   |     |     |
| POR                 | 1  | José Moreira      |     |     |
| TD                  | 23 | Miguel            |     |     |
| DC                  | 13 | Alcides           |     |     |
| DC                  | 33 | Ricardo Rocha     |     |     |
| TS                  | 14 | Takis Fyssas      |     | 54’ |
| CC                  | 6  | Petit             |     |     |
| CC                  | 37 | Manuel Fernandes  |     |     |
| CD                  | 11 | Geovanni          |     |     |
| TRQ                 | 15 | Nuno Assis        |     | 74’ |
| CS                  | 20 | Simão ()          |     |     |
| ATT                 | 21 | Nuno Gomes        |     | 85’ |
| A disposizione:     |    |                   |     |     |
| POR                 | 12 | Quim              |     |     |
| DIF                 | 18 | Manuel dos Santos |     | 54’ |
| DIF                 | 30 | André Luís        |     |     |
| DIF                 | 47 | João Pereira      |     |     |
| CEN                 | 8  | Bruno Aguiar      |     |     |
| ATT                 | 9  | Mantorras         | 88’ | 74’ |
| ATT                 | 34 | Andrija Delibašić | 90’ | 85’ |
| Allenatore:         |    |                   |     |     |
| Giovanni Trapattoni |    |                   |     |     |

| Vitória Setúbal |    |                 |     |     |
|                 |    |                 |     |     |
| POR             | 1  | Marcelo Moretto | 3’  |     |
| TD              | 4  | Éder Bonfim     |     |     |
| DC              | 15 | Auri            |     |     |
| DC              | 5  | Hugo Alcântara  | 55’ |     |
| TS              | 19 | Nandinho        |     |     |
| CC              | 3  | Ricardo Chaves  |     |     |
| CC              | 6  | Sandro ()       |     |     |
| CD              | 7  | Manuel José     |     | 78’ |
| TRQ             | 10 | Jorginho        | 60’ |     |
| CS              | 11 | Bruno Ribeiro   |     |     |
| ATT             | 21 | Albert Meyong   |     | 88’ |
| A disposizione: |    |                 |     |     |
| POR             | 12 | Marco Tábuas    |     |     |
| DIF             | 23 | Veríssimo       |     |     |
| CEN             | 8  | Hélio Sousa     |     |     |
| CEN             | 16 | Zé Rui          |     |     |
| CEN             | 50 | Binho           |     | 78’ |
| ATT             | 18 | Igor            |     | 88’ |
| ATT             | 27 | Pedro Oliveira  |     |     |
| Allenatore:     |    |                 |     |     |
| José Rachão     |    |                 |     |     |